# Lijst van voetbalinterlands Frankrijk - Zwitserland
Deze lijst van voetbalinterlands is een overzicht van alle officiële voetbalwedstrijden tussen de nationale teams van Frankrijk en Zwitserland. De landen speelden tot op heden 39 keer tegen elkaar. De eerste wedstrijd, een vriendschappelijk duel, was op 12 februari 1905 in Parijs. De laatste confrontatie, een achtste finale tijdens het Europees kampioenschap voetbal 2020, dateert van 28 juni 2021 in Boekarest (Roemenië).

## Wedstrijden
| №  | Plaats      | Datum            | Competitie           | Wedstrijd               | Uitslag |
| -- | ----------- | ---------------- | -------------------- | ----------------------- | ------- |
| 1  | Parijs      | 12 februari 1905 | Vriendschappelijk    | Frankrijk – Zwitserland | 1 – 0   |
| 2  | Genève      | 8 maart 1908     | Vriendschappelijk    | Zwitserland – Frankrijk | 1 – 2   |
| 3  | Genève      | 23 april 1911    | Vriendschappelijk    | Zwitserland – Frankrijk | 5 – 2   |
| 4  | Parijs      | 18 februari 1912 | Vriendschappelijk    | Frankrijk – Zwitserland | 4 – 1   |
| 5  | Genève      | 9 maart 1913     | Vriendschappelijk    | Zwitserland – Frankrijk | 1 – 4   |
| 6  | Parijs      | 8 maart 1914     | Vriendschappelijk    | Frankrijk – Zwitserland | 2 – 2   |
| 7  | Genève      | 29 februari 1920 | Vriendschappelijk    | Zwitserland – Frankrijk | 0 – 2   |
| 8  | Parijs      | 22 april 1923    | Vriendschappelijk    | Frankrijk – Zwitserland | 2 – 2   |
| 9  | Genève      | 23 maart 1924    | Vriendschappelijk    | Zwitserland – Frankrijk | 3 – 0   |
| 10 | Parijs      | 25 april 1926    | Vriendschappelijk    | Frankrijk – Zwitserland | 1 – 0   |
| 11 | Lausanne    | 11 maart 1928    | Vriendschappelijk    | Zwitserland – Frankrijk | 4 – 3   |
| 12 | Parijs      | 23 maart 1930    | Vriendschappelijk    | Frankrijk – Zwitserland | 3 – 3   |
| 13 | Bern        | 20 maart 1932    | Vriendschappelijk    | Zwitserland – Frankrijk | 3 – 3   |
| 14 | Parijs      | 11 maart 1934    | Vriendschappelijk    | Frankrijk – Zwitserland | 0 – 1   |
| 15 | Genève      | 27 oktober 1935  | Vriendschappelijk    | Zwitserland – Frankrijk | 2 – 1   |
| 16 | Parijs      | 10 oktober 1937  | Vriendschappelijk    | Frankrijk – Zwitserland | 2 – 1   |
| 17 | Marseille   | 8 maart 1942     | Vriendschappelijk    | Frankrijk – Zwitserland | 0 – 2   |
| 18 | Lausanne    | 8 april 1945     | Vriendschappelijk    | Zwitserland – Frankrijk | 1 – 0   |
| 19 | Lausanne    | 8 juni 1947      | Vriendschappelijk    | Zwitserland – Frankrijk | 1 – 2   |
| 20 | Parijs      | 4 juni 1949      | Vriendschappelijk    | Frankrijk – Zwitserland | 4 – 2   |
| 21 | Genève      | 14 oktober 1951  | Vriendschappelijk    | Zwitserland – Frankrijk | 1 – 2   |
| 22 | Colombes    | 11 november 1953 | Vriendschappelijk    | Frankrijk – Zwitserland | 2 – 4   |
| 23 | Basel       | 9 oktober 1955   | Vriendschappelijk    | Zwitserland – Frankrijk | 1 – 2   |
| 24 | Parijs      | 16 april 1958    | Vriendschappelijk    | Frankrijk – Zwitserland | 0 – 0   |
| 25 | Basel       | 12 oktober 1960  | Vriendschappelijk    | Zwitserland – Frankrijk | 6 – 2   |
| 26 | Parijs      | 11 november 1963 | Vriendschappelijk    | Frankrijk – Zwitserland | 2 – 2   |
| 27 | Basel       | 3 mei 1970       | Vriendschappelijk    | Zwitserland – Frankrijk | 2 – 1   |
| 28 | Genève      | 12 april 1977    | Vriendschappelijk    | Zwitserland – Frankrijk | 0 – 4   |
| 29 | Lausanne    | 19 augustus 1986 | Vriendschappelijk    | Zwitserland – Frankrijk | 2 – 0   |
| 30 | Toulouse    | 2 februari 1988  | Vriendschappelijk    | Frankrijk – Zwitserland | 2 – 1   |
| 31 | Lausanne    | 27 mei 1992      | Vriendschappelijk    | Zwitserland – Frankrijk | 2 – 1   |
| 32 | Genève      | 20 augustus 2003 | Vriendschappelijk    | Zwitserland – Frankrijk | 0 – 2   |
| 33 | Coimbra     | 21 juni 2004     | EK 2004              | Zwitserland – Frankrijk | 1 – 3   |
| 34 | Saint-Denis | 26 maart 2005    | WK 2006 kwalificatie | Frankrijk – Zwitserland | 0 – 0   |
| 35 | Bern        | 8 oktober 2005   | WK 2006 kwalificatie | Zwitserland – Frankrijk | 1 – 1   |
| 36 | Stuttgart   | 13 juni 2006     | WK 2006              | Frankrijk – Zwitserland | 0 – 0   |
| 37 | Salvador    | 20 juni 2014     | WK 2014              | Zwitserland − Frankrijk | 2 − 5   |
| 38 | Lille       | 19 juni 2016     | EK 2016              | Zwitserland – Frankrijk | 0 – 0   |
| 39 | Boekarest   | 28 juni 2021     | EK 2020              | Frankrijk – Zwitserland | 3 – 3   |

## Samenvatting
| Competitie        | Totaal gespeeld | Winst Frankrijk | Gelijk | Winst Zwitserland | Doelsaldo Frankrijk – Zwitserland |
| ----------------- | --------------- | --------------- | ------ | ----------------- | --------------------------------- |
| WK-eindronde      | 2               | 1               | 1      | 0                 | 5 − 2                             |
| WK-kwalificatie   | 2               | 0               | 2      | 0                 | 1 − 1                             |
| EK-eindronde      | 3               | 1               | 2      | 0                 | 6 − 4                             |
| Vriendschappelijk | 32              | 14              | 6      | 12                | 58 − 56                           |
| Totaal            | 39              | 16              | 11     | 12                | 70 − 63                           |

## Details

### Eerste ontmoeting
| Vriendschappelijk (Parijs, Frankrijk, 12 februari 1905): |              | |
| Frankrijk | 1 – 0        | Zwitserland |
| Gaston Cyprès 60' | goals        | |
| Robert Guérin | bondscoach   | Victor Schneider |
| Maurice Guichard Fernand Canelle Joseph Verlet Charles Wilkes Pierre Allemane Eugène Nicolaï Louis Mesnier Marius Royet Georges Garnier Gaston Cyprès Adrien Filez | opstellingen | Alfred Uster Fritz Bollinger Eric Mory Alfred Mégroz Jean Forestier Robert Studer Eugen Dütschler Karl Billeter Eduard Garonne Hans Kämpfer Hermann Kratz |
| | wissels      | |
| - Allereerste officiële interland uit de geschiedenis voor Zwitserland.                                                                                            |              | |

### Elfde ontmoeting
| Vriendschappelijk (Lausanne, Zwitserland, 11 maart 1928): |              | |
| Zwitserland | 4 – 3        | Frankrijk |
| Willy Jäggi 18' Willy Jäggi 22' Jacques Romberg 40' Willy Jäggi 49'                                                                                             | goals        | 61' Guillaume Lieb 80' Pierre Seyler 89' Paul Nicolas |
| Jimmy Hogan Teddy Duckworth Izidor Kürschner | bondscoaches | Gaston Barreau |
| Frank Séchehaye John Dubouchet Rudolf Ramseyer Henri Nicole Walter Weiler Gustave Heine Robert Afflerbach Willy Jäggi Jacques Romberg Max Abegglen Ernesto Fink | opstellingen | Alexis Thépot Urbain Wallet Jacques Wild Augustin Chantrel Marcel Domergue Alexandre Villaplane Jules Dewaquez Guillaume Lieb Paul Nicolas Pierre Seyler Maurice Gallay |
| | wissels      | |
| - Debuut van Henri Nicole, Gustave Heine en Jacques Romberg voor Zwitserland. - Debuut van Augustin Chantrel voor Frankrijk.                                    |              | |

### 30ste ontmoeting
| Vriendschappelijk (Toulouse, Frankrijk, 2 februari 1988): |              | |
| Frankrijk | 2 – 1        | Zwitserland |
| Gérald Passi 7' Philippe Fargeon 9' | goals        | 19' Beat Sutter |
| Henri Michel | bondscoach   | Daniel Jeandupeux |
| Bruno Martini William Ayache 46' Basile Boli Sylvain Kastendeuch Manuel Amoros Jean-Marc Ferreri 80' Pascal Despeyroux Fabrice Poullain Gérald Passi Yannick Stopyra 71' Philippe Fargeon | opstellingen | Martin Brunner Stefan Marini Martin Weber Alain Geiger Marco Schällibaum 77' Marcel Koller Heinz Hermann Thomas Bickel Beat Sutter 65' Hans-Peter Zwicker Christophe Bonvin |
| Bernard Casoni 66' Jean-Pierre Papin 71' Dominique Bijotat 80' | wissels      | 65' Kubilay Türkyilmaz 77' Blaise Piffaretti |
| - Debuut van Bernard Casoni en laatste interland van William Ayache (20ste) voor Frankrijk. - Debuut van invallers Blaise Piffaretti en Kubilay Türkyilmaz voor Zwitserland.              |              | |

### 31ste ontmoeting
| Vriendschappelijk (Lausanne, Zwitserland, 27 mei 1992): |              | |
| Zwitserland | 2 – 1        | Frankrijk |
| Christophe Bonvin 28' Christophe Bonvin 72' | goals        | 20' Fabrice Divert |
| Roy Hodgson | bondscoach   | Michel Platini |
| Stefan Huber Marc Hottiger Alain Geiger 39' André Egli Jörg Studer 33' Georges Brégy Ciriaco Sforza Thomas Bickel 71' Beat Sutter 83' Christophe Bonvin Stéphane Chapuisat | opstellingen | Bruno Martini Jocelyn Angloma 46' Basile Boli Laurent Blanc 46' Bernard Casoni Jean-Philippe Durand 46' Didier Deschamps 71' Frank Sauzée 46' Christian Perez Fabrice Divert 46' Éric Cantona |
| Christophe Ohrel 33' Dominique Herr 39' Alain Sutter 71' Adrian Knup 83'                                                                                                   | wissels      | 46' Frank Silvestre 46' Luis Fernandez 46' Emmanuel Petit 46' Christophe Cocard 46' Pascal Vahirua 71' Rémi Garde                                                                             |
| Ciriaco Sforza 75' | gele kaarten | 41' Bernard Casoni |

### 36ste ontmoeting
| WK 2006 (Stuttgart, Duitsland, 13 juni 2006): |              | |
| Frankrijk | 0 – 0        | Zwitserland |
| | goals        | |
| Raymond Domenech | bondscoach   | Jakob Kuhn |
| Fabien Barthez Éric Abidal Patrick Vieira William Gallas Claude Makélélé Zinédine Zidane Sylvain Wiltord 84' Thierry Henry Lilian Thuram Willy Sagnol Franck Ribéry 70' | opstellingen | Pascal Zuberbühler Ludovic Magnin Philippe Senderos Johann Vogel Ricardo Cabanas 82' Raphael Wicky Alexander Frei 56' Marco Streller Tranquillo Barnetta 75' Patrick Müller Philipp Degen |
| Louis Saha 70' Vikash Dhorasoo 84' | wissels      | 56' Daniel Gygax 75' Johan Djourou 82' Xavier Margairaz |
| Éric Abidal 64' Zinédine Zidane 72' Willy Sagnol 90+3' | gele kaarten | 42' Ludovic Magnin 45' Marco Streller 56' Philipp Degen 72' Ricardo Cabanas 90+3' Alexander Frei                                                                                          |

### 37ste ontmoeting
| WK 2014 (Salvador, Brazilië, 20 juni 2014): |              | |
| Zwitserland | 2 – 5        | Frankrijk |
| Blerim Džemaili 81' Granit Xhaka 87' | goals        | 17' Olivier Giroud 18' Blaise Matuidi 40' Mathieu Valbuena 67' Karim Benzema 73' Moussa Sissoko                                                                            |
| Ottmar Hitzfeld | bondscoach   | Didier Deschamps |
| Diego Benaglio Johan Djourou Stephan Lichtsteiner Steve von Bergen 9' Ricardo Rodríguez Valon Behrami 46' Gökhan Inler Xherdan Shaqiri Granit Xhaka Admir Mehmedi Haris Seferovic 69' | opstellingen | Hugo Lloris Mathieu Debuchy Patrice Évra 66' Mamadou Sakho Raphaël Varane Blaise Matuidi 82' Mathieu Valbuena Yohan Cabaye Moussa Sissoko Karim Benzema 63' Olivier Giroud |
| Philippe Senderos 9' Blerim Džemaili 46' Josip Drmić 69' | wissels      | 63' Paul Pogba 66' Laurent Koscielny 82' Antoine Griezmann |
| | gele kaarten | 88' Yohan Cabaye |

FFF · A-internationals · Selecties · Bondscoaches · Frans vrouwenelftal · Olympisch elftal · Frankrijk U21 · Frankrijk U20 · Frankrijk U19 · Frankrijk U18 · Frankrijk U17 · Frankrijk U16 · Vrouwen U17
1904 – 1919 ·
1920 – 1929 ·
1930 – 1939 ·
1940 – 1949 ·
1950 – 1959 ·
1960 – 1969 ·
1970 – 1979 ·
1980 – 1989 ·
1990 – 1999 ·
2000 – 2009 ·
2010 – 2019 ·
2020 – 2029
EK's: 1984 · 
1992 · 
1996 · 
2000 · 
2004 · 
2008 · 
2012 · 
2016 · 
2020 · 
2024
WK's: 1930 · 
1934 · 
1938 · 
1954 · 
1958 · 
1966 · 
1978 · 
1982 · 
1986 · 
1998 · 
2002 · 
2006 · 
2010 · 
2014 · 
2018 · 
2022
OS: 1900 · 
1908 · 
1920 · 
1924 · 
1948 · 
1952 · 
1960 · 
1968 · 
1976 · 
1984 · 
1996 · 
2020
1904 · 
1905 · 
1906 · 
1907 · 
1908 · 
1909 · 
1910 · 
1911 · 
1912 · 
1913 · 
1914 · 
1915 · 1916 · 1917 · 1918 · 
1919 · 
1920 · 
1921 · 
1922 · 
1923 · 
1924 · 
1925 · 
1926 · 
1927 · 
1928 · 
1929 · 
1930 · 
1931 · 
1932 · 
1933 · 
1934 · 
1935 · 
1936 · 
1937 · 
1938 · 
1939 · 
1940 · 1941  · 
1942 · 
1943 · 1944  · 
1945 · 
1946 · 
1947 · 
1948 · 
1949 · 
1950 · 
1951 · 
1952 · 
1953 · 
1954 · 
1955 · 
1956 · 
1957 · 
1958 · 
1959 ·
1960 · 
1961 · 
1962 · 
1963 · 
1964 · 
1965 · 
1966 · 
1967 · 
1968 · 
1969 ·
1970 · 
1971 · 
1972 · 
1973 · 
1974 · 
1975 · 
1976 · 
1977 · 
1978 · 
1979 ·
1980 · 
1981 · 
1982 · 
1983 · 
1984 · 
1985 · 
1986 · 
1987 · 
1988 · 
1989 · 
1990 · 
1991 · 
1992 · 
1993 · 
1994 · 
1995 · 
1996 · 
1997 · 
1998 · 
1999 · 
2000 · 
2001 · 
2002 · 
2003 · 
2004 · 
2005 · 
2006 · 
2007 · 
2008 · 
2009 · 
2010 · 
2011 · 
2012 · 
2013 · 
2014 · 
2015 · 
2016 · 
2017 · 
2018 ·
2019 ·
2020 ·
2021 ·
2022 ·
2023
Albanië ·
Algerije ·
Andorra ·
Argentinië ·
Armenië ·
Australië ·
Azerbeidzjan ·
België ·
Bolivia ·
Bosnië en Herzegovina ·
Brazilië ·
Bulgarije ·
Canada ·
Chili ·
China ·
Colombia ·
Costa Rica ·
Cyprus ·
Denemarken ·
Duitse Democratische Republiek ·
Duitsland ·
Ecuador ·
Egypte ·
Engeland ·
Estland ·
Faeröer ·
Finland ·
Georgië ·
Gibraltar ·
Griekenland ·
Honduras ·
Hongarije ·
Ierland ·
IJsland ·
Iran ·
Israël ·
Italië ·
Ivoorkust ·
Jamaica ·
Japan ·
Joegoslavië ·
Kameroen ·
Kazachstan ·
Koeweit ·
Kroatië ·
Letland ·
Litouwen ·
Luxemburg ·
Malta ·
Marokko ·
Mexico ·
Moldavië ·
Nederland ·
Nieuw-Zeeland ·
Nigeria ·
Noord-Ierland ·
Noorwegen ·
Oekraïne ·
Oostenrijk ·
Paraguay ·
Peru · 
Polen ·
Portugal ·
Roemenië ·
Rusland ·
Saoedi-Arabië ·
Schotland ·
Senegal ·
Servië ·
Slovenië ·
Slowakije ·
Sovjet-Unie ·
Spanje ·
Togo ·
Tsjechië ·
Tsjecho-Slowakije ·
Tunesië ·
Turkije ·
Uruguay ·
Verenigde Staten ·
Wales ·
Wit-Rusland ·
Zuid-Afrika ·
Zuid-Korea ·
Zweden ·
Zwitserland
Albanië (2016) ·
Argentinië (2018) ·
Argentinië (2022) ·
Australië (2018) · 
België (1904) · 
België (2018) · 
Brazilië (1998) · 
Brazilië (2006) · 
Denemarken (2002) · 
Denemarken (2018) ·
Duitsland (2014) · 
Duitsland (2021) · 
Ecuador (2014) · 
Engeland (1982) · 
Engeland (2012) · 
Engeland (2022) ·
Honduras (2014) · 
Hongarije (2021) · 
Italië (2000) · 
Italië (2006) · 
Italië (2008) · 
Japan (2001) · 
Kameroen (2003) · 
Koeweit (1982) · 
Kroatië (2018) · 
Marokko (2022) ·
Mexico (2010) · 
Nederland (2008) · 
Nigeria (2014) ·
Noord-Ierland (1982) · 
Oekraïne (2012) · 
Oostenrijk (1982) · 
Peru (2018) · 
Polen (1982) · 
Polen (2022) ·
Portugal (2006) · 
Portugal (2016) ·
Portugal (2021) ·
Roemenië (2008) ·
Roemenië (2016) ·
Senegal (2002) · 
Spanje (1984) ·
Spanje (2006) ·
Spanje (2012) ·
Spanje (2021) ·
Togo (2006) ·
Tsjecho-Slowakije (1982) ·
Uruguay (2002) ·
Uruguay (2010) ·
Uruguay (2018) ·
Zuid-Afrika (2010) ·
Zuid-Korea (2006) ·
Zweden (2012) ·
Zwitserland (2006) ·
Zwitserland (2014) ·
Zwitserland (2016) ·
Zwitserland (2021)
SFV · A-internationals · Selecties · Bondscoaches · Zwitsers vrouwenelftal · Olympisch elftal · Zwitserland U21 · Zwitserland U19 · Zwitserland U18 · Zwitserland U17 · Zwitserland U16 · Vrouwen U17
1905 – 1919 · 
1920 – 1929 · 
1930 – 1939 · 
1940 – 1949 · 
1950 – 1959 · 
1960 – 1969 · 
1970 – 1979 · 
1980 – 1989 · 
1990 – 1999 · 
2000 – 2009 · 
2010 – 2019 · 
2020 – 2029
EK's: 1996 · 
2004 · 
2008 · 
2016 · 
2020 · 
2024
WK's: 1934 · 
1938 · 
1950 · 
1954 · 
1962 · 
1966 · 
1994 · 
2006 · 
2010 · 
2014 · 
2018 · 
2022
OS: 1924 · 
1928 · 
2012
1905 · 
1906 · 1907 · 
1908 · 
1909 · 
1910 · 
1911 · 
1912 · 
1913 · 
1914 · 
1915 · 
1916 · 
1917 · 
1918 · 
1919 · 
1920 · 
1921 · 
1922 · 
1923 · 
1924 · 
1925 · 
1926 · 
1927 · 
1928 · 
1929 · 
1930 · 
1931 · 
1932 · 
1933 · 
1934 · 
1935 · 
1936 · 
1937 · 
1938 · 
1939 · 
1940 · 
1941 · 
1942 · 
1943 · 
1944 · 
1945 · 
1946 · 
1947 · 
1948 · 
1949 · 
1950 · 
1952 ·
1952 · 
1953 · 
1954 · 
1955 · 
1956 · 
1957 · 
1958 · 
1959 · 
1960 · 
1961 · 
1962 · 
1963 · 
1964 · 
1965 · 
1966 · 
1967 · 
1968 · 
1969 · 
1970 · 
1971 · 
1972 · 
1973 · 
1974 · 
1975 · 
1976 · 
1977 ·
1978 · 
1979 · 
1980 · 
1981 · 
1982 · 
1983 · 
1984 · 
1985 · 
1986 · 
1987 · 
1988 · 
1989 · 
1990 ·
1991 · 
1992 · 
1993 · 
1994 ·
1995 · 
1996 · 
1997 · 
1998 · 
1999 · 
2000 · 
2001 · 
2002 · 
2003 · 
2004 · 
2005 · 
2006 · 
2007 · 
2008 · 
2009 · 
2010 · 
2011 · 
2012 · 
2013 ·
2014 ·
2015 ·
2016 ·
2017 ·
2018 ·
2019 ·
2020 ·
2021 ·
2022
Albanië ·
Algerije · 
Andorra · 
Argentinië ·
Australië ·
Azerbeidzjan ·
België ·
Bolivia ·
Bosnië en Herzegovina ·
Brazilië ·
Bulgarije ·
Canada ·
Chili ·
China ·
Colombia ·
Costa Rica ·
Cyprus ·
Denemarken ·
DDR ·
Duitsland ·
Ecuador ·
Egypte ·
Engeland · 
Estland ·
Faeröer ·
Finland ·
Frankrijk ·
Georgië ·
Ghana ·
Gibraltar ·
Griekenland ·
Honduras ·
Hongarije ·
Hongkong ·
Ierland ·
IJsland ·
Israël ·
Italië ·
Ivoorkust ·
Jamaica ·
Japan ·
Joegoslavië ·
Kameroen ·
Kenia ·
Kosovo ·
Kroatië ·
Letland ·
Liechtenstein ·
Litouwen ·
Luxemburg ·
Malta ·
Marokko ·
Mexico ·
Moldavië ·
Montenegro ·
Nederland ·
Nigeria ·
Noord-Ierland ·
Noorwegen ·
Oekraïne ·
Oman ·
Oostenrijk ·
Panama ·
Peru ·
Polen ·
Portugal ·
Qatar ·
Roemenië ·
Rusland ·
Saarland ·
San Marino ·
Schotland ·
Servië ·
Slovenië ·
Slowakije ·
Sovjet-Unie · 
Spanje ·
Togo ·
Tsjechië ·
Tsjecho-Slowakije ·
Tunesië ·
Turkije ·
Uruguay ·
Venezuela ·
VA Emiraten ·
Verenigde Staten ·
Wales ·
Wit-Rusland ·
Zimbabwe ·
Zuid-Korea ·
Zweden
Albanië (2016) ·
Argentinië (2014) ·
Brazilië (2018) ·
Chili (2010) ·
Costa Rica (2018) ·
Ecuador (2014) ·
Frankrijk (2006) ·
Frankrijk (2014) ·
Frankrijk (2016) ·
Frankrijk (2021) ·
Honduras (2010) · 
Honduras (2014) · 
Italië (2021) · 
Oekraïne (2006) ·
Portugal (2008)  · 
Portugal (2022) · 
Roemenië (2016) · 
Servië (2018) ·
Spanje (2010) ·
Spanje (2021) ·
Togo (2006) ·
Tsjechië (2008) ·
Turkije (2008) ·
Turkije (2021) ·
Wales (2021) ·
Zuid-Korea (2006) ·
Zweden (2018)